# Моховка (Починковский район)
Моховка — бывшая деревня в Починковском районе Смоленской области России.
Находилась в 3 км юго-западней современной деревни Галеевка. В 12 км северо-западней посёлка Стодолище Починковского района.

## История
Упоминается в Списке населённых мест Смоленской губернии 1859 года как деревня Рославльского уезда с 9 дворами и 90 жителями.
На карте Генерального Штаба РККА 1924,1939 года в деревне уже числится 36 дворов.
В справочнике административного деления Смоленской области деревня названа Маховка. В справочнике указано, что деревня входила в Михайловский сельсовет (вошедший потом в Васьковский) и находилась в списках до 1973 года..
На картах конца 1970-х-1980-х годов деревни уже нет.
На подробных картах Госгисцентра 2010 года на месте деревни отмечено урочище Моховка.